# Retroflex, zöngés réshang
A retroflex, zöngés réshang egyes beszélt nyelvekben használt mássalhangzó. A nemzetközi fonetikai ábécé (IPA) e hangot a ʐ jellel jelöli, X-SAMPA-jele pedig z`. Mint minden retroflex mássalhangzónak, ennek is úgy képezhető az IPA-jele, hogy a megfelelő alveoláris mássalhangzó jelének (esetünkben az alveoláris, zöngés réshang z jelének) aljára egy jobbra mutató kampót  illesztünk. IPA-jele tehát egy kis z betű, amelynek jobb alsó végéből egy jobbfelé tartó farok ágazik ki, vö. z és ʐ.

## Jellemzői
A retroflex, zöngés réshang jellemzői:
- Képzésmódja szibiláns réshang, ami annyit tesz, hogy a légáramlat a nyelv által a képzéshelyen megformált résbe, majd a fogak éléhez kerül, így magas frekvenciájú légörvényt kelt.
- Képzéshelye retroflex, ami eredendően azt jelenti, hogy a nyelvhegy visszahajlításával jön létre, tágabb értelemben viszont annyit tesz, hogy posztalveoláris anélkül, hogy palatalizált lenne. A jellegzetes, nyelvhegy alatti (visszahajlított) képzésmód mellett tehát a nyelv érintkezhet apikálisan (a hegyével) vagy laminálisan (laposan) is.
- Zöngésségi típusa zöngés, így a képzése során rezegnek a hangszalagok.
- Orális mássalhangzó, azaz a levegő a szájon át tudja elhagyni a beszédképző szerveket.
- Centrális mássalhangzó, tehát a légáram a nyelv közepénél halad át, nem pedig a szélénél.
- Légáram-mechanizmusa pulmonikus egresszív, vagyis a levegőt pusztán a tüdővel és a rekeszizommal kilélegezve képezhető, akárcsak a legtöbb más beszédhang.

## Előfordulása
Némelyik alábbi átírásban mellékjelek különböztetik meg az apikális [ʐ̺]-t és a laminális [ʐ̻]-t.
| Nyelv    | Nyelv              | Szó    | IPA                     | Jelentés          | Jegyzet                                                    |
| -------- | ------------------ | ------ | ----------------------- | ----------------- | ---------------------------------------------------------- |
| abház    | abház              | абжа   | [ˈabʐa]                 | ’fél’ (mennyiség) | L. abház hangtan                                           |
| kínai    | mandarin           | 肉/ròu | [ʐou̯˥˩]                 | ’hús’             | Retroflex közelítőhang is lehet ([ɻ]). L. mandarin hangtan |
| lengyel  | lengyel            | żona   | [ˈʐ̠ɔn̪a] (segítség·infó) | ’feleség’         | <rz> is jelölheti. L. lengyel hangtan                      |
| norvég   | egyes nyelvjárások | røre   | [ʐøːʐe]                 | ’érinteni’        | L. norvég hangtan                                          |
| orosz    | orosz              | кожа   | [ˈkoʐə]                 | ’bőr’             | L. orosz hangtan                                           |
| pastu    | déli nyelvjárás    | ږمونځ  | [ʐmund͡z]                | ’fésű’            |                                                            |
| svéd     | Stockholmban       | röd    | [ʐøː]                   | ’vörös’           | L. svéd hangtan                                            |
| torwali  | torwali            | ?      | [ʂuʐ]                   | ’egyenes’         |                                                            |
| ubih     | ubih               | [ʐa]   | [ʐa]                    | ’tűzifa’          | L. ubih hangtan                                            |
| vietnámi | vietnámi           | rô     | [ʐo]                    | ’gyémánt’         | L. vietnámi hangtan                                        |
| yi       | yi                 | ꏜ/ry  | [ʐɿ˧]                   | ’fű’              |                                                            |